# Секула Темянов
Секула Спасев Темянов е български революционер, деец на Вътрешната македоно-одринска революционна организация.

## Биография
Роден е в 1878 година в охридското българско село Велмей, тогава в Османската империя. Влиза във ВМОРО в 1898 година и сътрудничи с войводата Деян Димитров. По време на Втората световна война се поставя в услуга на италанските окупационни власти и е назначен за кмет на Велмей. Агитира за присъединяване на Велмей към България. След установяването на комунистическата власт в Югославия, по Закона за илинденските пенсии от 1946 година подава молба за илинденска пенсия, но тя му е отказана.